# Strejkvakt

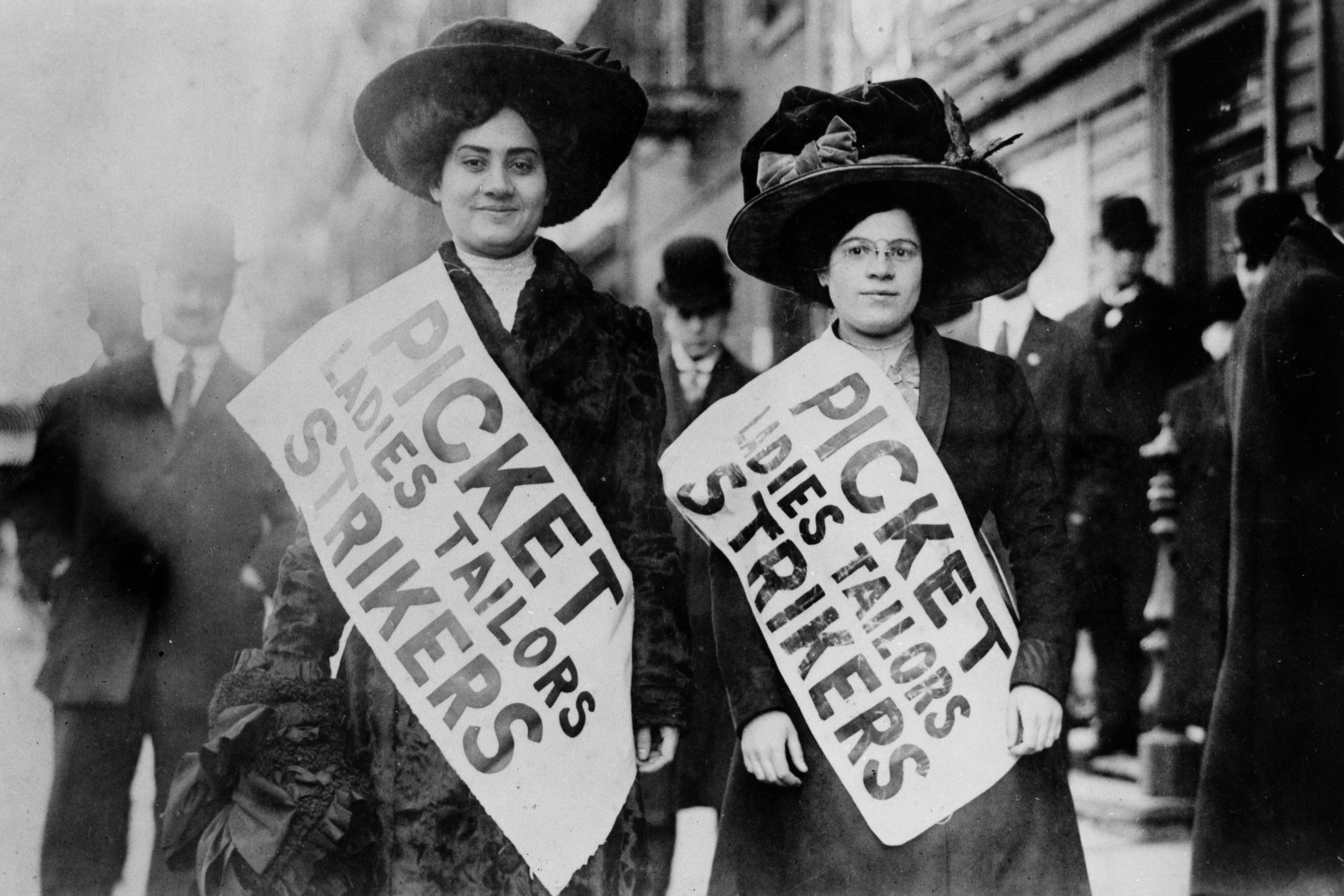
Strejkvakter i New York 1910.

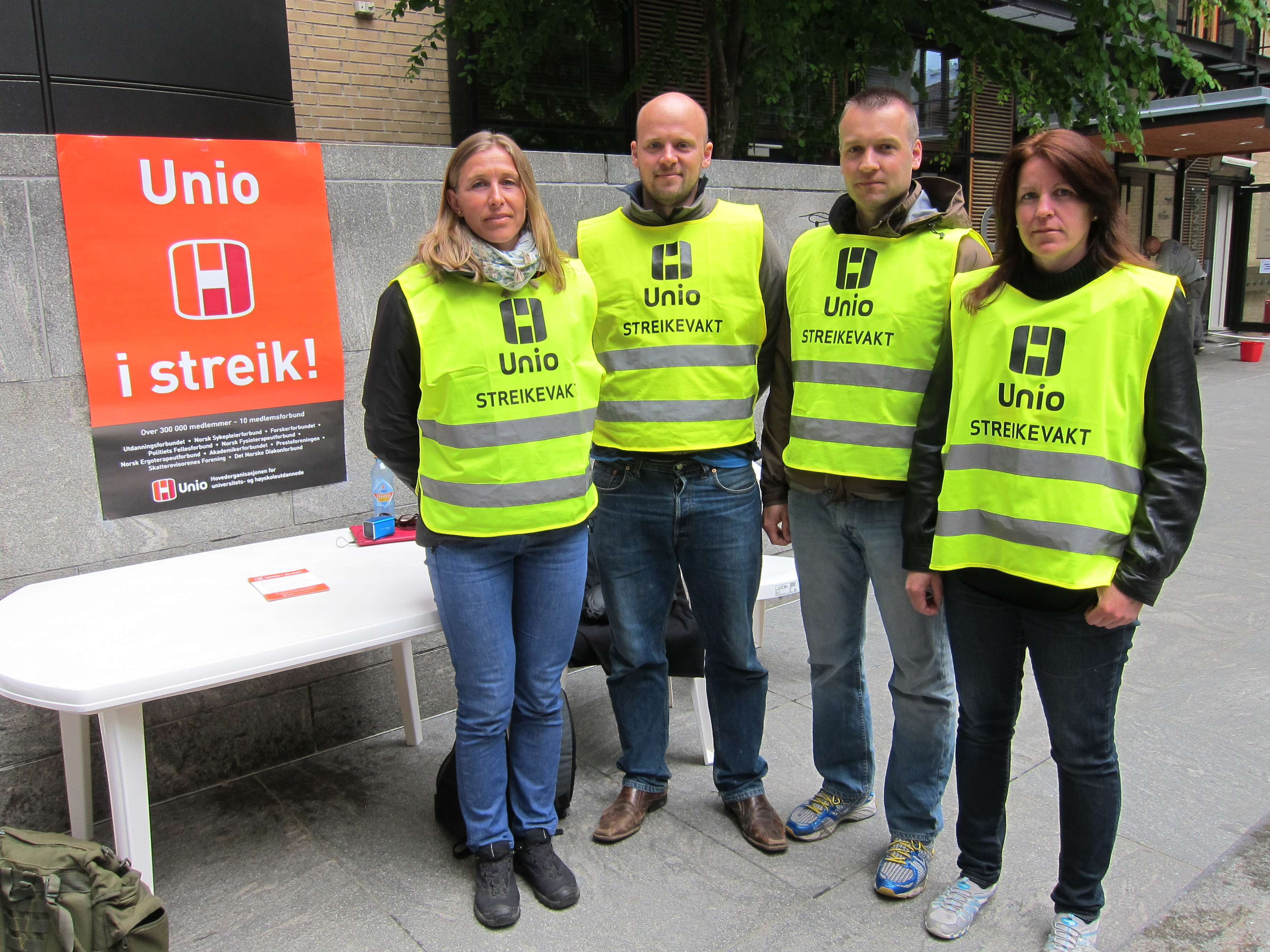
Strejkvakter för Hovedorganisasjonen for universitets- og høyskoleutdannede i Norge.

En strejkvakt eller blockadvakt är en funktionär som på uppdrag av en fackförening övervakar en arbetsplats vid fackliga stridsåtgärder som arbetsblockad eller strejk. Uppgifterna är att observera om strejkbryteri pågår, och att informera allmänheten om konfliktläget.
Strejkvakter kan rekryteras från den berörda arbetsplatsen eller annan arbetsplats. De brukar vara avlönade av fackföreningens strejkkassa.
Strejkvakter har i Sverige inga särskilda rättsliga befogenheter utöver var mans rätt, och får till exempel inte fysiskt hindra personer att ta sig in på arbetsplatsen.